# Rombiikozidodekaeder
| Rombiikozidodekaeder                       | Rombiikozidodekaeder                                            |
| ------------------------------------------ | --------------------------------------------------------------- |
| (animacija)                                |                                                                 |
| vrsta                                      | arhimedsko telo uniformni polieder                              |
| elementi                                   | F = 62, E = 120, V = 60 (χ = 2)                                 |
| stranske ploskve na stran                  | 20{3} + 30{4} + 12{5}                                           |
| Conwayjev zapis                            | eD ali aaD                                                      |
| Schläflijevi simboli                       | rr{5,3} ali {\displaystyle r{\begin{Bmatrix}5\\3\end{Bmatrix}}} |
| Schläflijevi simboli                       | t0,2{5,3}                                                       |
| Wythoffov simbol                           | 3 5 \| 2                                                        |
| Coxeter-Dinkinov diagram                   |                                                                 |
| simetrija                                  | Ih, H3, [5,3], (*532), red 120                                  |
| vrtilna grupa                              | I, [5,3]+, (532), red 60                                        |
| diedrski kot                               | 3-4: 159°05′41″ (159,09°) 4-5: 148°16′57″ (148,28°)             |
| sklici                                     | U27, C30, W14                                                   |
| značilnosti                                | konveksen polpravilen                                           |
| obarvane stranske ploskve                  | 3.4.5.4 (slika oglišč)                                          |
| deltoidni heksekontaeder (dualni polieder) | mreža telesa                                                    |

Rombiikozidodekaeder ali mali rombiikozidodekaeder je v geometriji konveksni polieder. Je arhimedsko telo, eno od trinajstih konveksnih izogonalnih neprizmatičnih teles skonstruirano z dvema ali več vrstami pravilnih mnogokotniških stranskih ploskev.
Ima dvainšestdeset pravilnih stranskih ploskev, od tega dvajset enakostraničnotrikotniških, trideset kvadratnih in dvanajst petkotniških, ter 120 robov in 60 oglišč.
Ime 'rombiikozidodekaeder' se nanaša na dejstvo, da 30 kvadratnih ploskev leži v istih ravninah kot 30 ploskev rombskega triakontaedra (rombitriakontaedra), ki je dual ikozidodekaedra.
Lahko se imenuje tudi razširjeni ali kantelirani dodekaeder ali ikozaeder iz operacij prisekavanja na uniformni polieder.

## Geometrijski odnosi
Če se razširi ikozaeder s pravšnjim premikanjem stranskih ploskev stran od izhodišča brez spreminjanja usmerjenosti ali velikost stranskih ploskev, in enako za njegov dual dodekaeder, ter se zapolnijo nastale kvadratne luknje, se dobi rombiikozidodekaeder. Zaradi tega ima enako število trikotnikov kot ikozaeder (20) in enako število petkotnikov kot dodekaeder (12), s kvadratom za vsak rob obeh likov.
Rombiikozidodekaeder ima skupno razvrstitev oglišč z malim zvezdnim prisekanim dodekaedrom in uniformnimi sestavi šestih ali dvanajstih pentagramskih prizem.
Orodja Zometool za izdelavo geodetskih kupol in drugih poliedrov kot povezave uporablja preluknjane kroglice. Kroglice so »razširjeni« rombiikozidodekaedri, kjer so namesto kvadratov pravokotniki. Razširjanje je izbrano tako, da so nastali pravokotniki zlati.
Dvanajst od 92 Johnsonovih teles je izvedeno iz rombiikozidodekaedra, štiri z zasukom ene ali več petstranih kupol: girorombiikozidodekaeder, paradvojni, metadvojni in trojni girorombiikozidodekaeder. Osem drugih se lahko skonstruira z odstanitvijo do treh kupol, včasih tudi z zasukom ene ali več drugih kupol.

## Kartezične koordinate
Kartezične koordinate 60 oglišč rombiikozidodekaedra s središčem v izhodišču z dolžino robu enako 2 so vse sode permutacije:
{\displaystyle (\pm 1,\pm 1,\pm \Phi ^{3}\!\,,}
{\displaystyle (\pm \Phi ^{2},\pm \Phi ,\pm 2\Phi )\!\,,}
{\displaystyle (\pm (2+\Phi ),0,\pm \Phi ^{2})\!\,,}
kjer je: {\displaystyle \Phi ={\frac {1+{\sqrt {5}}}{2}}\,} število zlatega reza.

## Površina in prostornina
Površina P in prostornina V rombiikozidodekaedra z dolžino roba a sta:
{\displaystyle P=\left(30+5{\sqrt {3}}+3{\sqrt {25+10{\sqrt {5}}}}\right)a^{2}\approx 59,30598284a^{2}\!\,,}
{\displaystyle V={\frac {1}{3}}\left(60+29{\sqrt {5}}\right)a^{3}\approx 41,61532378a^{3}\!\,.}

## Pravokotne projekcije
Rombiikozidodekaeder ima pet posebnih pravokotnih projekcij usrediščenih na oglišče, dve vrsti robov in tri vrste stranskih ploskev (enakostranični trikotniki, kvadrati in petkotniki). Zadnji dve odgovarjata Coxeterjevima ravninama A2 in H2.
| usrediščeno na           | oglišče | rob 3-4 | rob 5-4 | stransko ploskev – kvadrat | stransko ploskev – enakostranični trikotnik | stransko ploskev – petkotnik |
| ------------------------ | ------- | ------- | ------- | -------------------------- | ------------------------------------------- | ---------------------------- |
| slika                    |         |         |         |                            |                                             |                              |
| projektivna simetrija    | [2]     | [2]     | [2]     | [2]                        | [6]                                         | [10]                         |
| deltoidni heksekontaeder |         |         |         |                            |                                             |                              |

## Sferno tlakovanje
Rombiikozidodekaeder se lahko predstavi tudi kot sferno tlakovanje in projicira na ravnino s stereografsko projekcijo. Ta projekcija je konformna in ohranja kote ne pa tudi ploščin ali dolžin. Premice na sferi se projicirajo kot krožni loki na ravnino.
|                        | usrediščeno na petkotnik | usrediščeno na enakostranični trikotnik | usrediščeno na kvadrat   |
| ortografska projekcija | stereografske projekcije | stereografske projekcije                | stereografske projekcije |

## Sorodni poliedri in tlakovanja
| Družina uniformnih ikozaedrskih poliedrov | Družina uniformnih ikozaedrskih poliedrov | Družina uniformnih ikozaedrskih poliedrov | Družina uniformnih ikozaedrskih poliedrov | Družina uniformnih ikozaedrskih poliedrov | Družina uniformnih ikozaedrskih poliedrov | Družina uniformnih ikozaedrskih poliedrov | Družina uniformnih ikozaedrskih poliedrov |
| Simetrija: [5,3], (*532)                  | Simetrija: [5,3], (*532)                  | Simetrija: [5,3], (*532)                  | Simetrija: [5,3], (*532)                  | Simetrija: [5,3], (*532)                  | Simetrija: [5,3], (*532)                  | Simetrija: [5,3], (*532)                  | [5,3]+, (532)                             |
| ----------------------------------------- | ----------------------------------------- | ----------------------------------------- | ----------------------------------------- | ----------------------------------------- | ----------------------------------------- | ----------------------------------------- | ----------------------------------------- |
|                                           |                                           |                                           |                                           |                                           |                                           |                                           |                                           |
|                                           |                                           |                                           |                                           |                                           |                                           |                                           |                                           |
| {5,3}                                     | t{5,3}                                    | r{5,3}                                    | t{3,5}                                    | {3,5}                                     | rr{5,3}                                   | tr{5,3}                                   | sr{5,3}                                   |
| Duali uniformnih poliedrov                |                                           |                                           |                                           |                                           |                                           |                                           |                                           |
|                                           |                                           |                                           |                                           |                                           |                                           |                                           |                                           |
| V5.5.5                                    | V3.10.10                                  | V3.5.3.5                                  | V5.6.6                                    | V3.3.3.3.3                                | V3.4.5.4                                  | V4.6.10                                   | V3.3.3.3.5                                |

### Spremembe simetrije
Ta polieder je topolško povezan z nizom kanteliranih poliedrov s sliko oglišč (3.4.n.4), ki se nadaljuje kot tlakovanje hiperbolične ravnine. Te ogliščno prehodne oblike imajo zrcalno simetrijo (*n32).
| Različice simetrij *n32 razširjenih tlakovanj: 3.4.n.4 | Različice simetrij *n32 razširjenih tlakovanj: 3.4.n.4 | Različice simetrij *n32 razširjenih tlakovanj: 3.4.n.4 | Različice simetrij *n32 razširjenih tlakovanj: 3.4.n.4 | Različice simetrij *n32 razširjenih tlakovanj: 3.4.n.4 | Različice simetrij *n32 razširjenih tlakovanj: 3.4.n.4 | Različice simetrij *n32 razširjenih tlakovanj: 3.4.n.4 | Različice simetrij *n32 razširjenih tlakovanj: 3.4.n.4 | Različice simetrij *n32 razširjenih tlakovanj: 3.4.n.4 |
| simetrija *n32 [n,3]                                   | sferna                                                 | sferna                                                 | sferna                                                 | sferna                                                 | evklidska                                              | kompaktna hiperb.                                      | kompaktna hiperb.                                      | parakomp.                                              |
| simetrija *n32 [n,3]                                   | *232 [2,3]                                             | *332 [3,3]                                             | *432 [4,3]                                             | *532 [5,3]                                             | *632 [6,3]                                             | *732 [7,3]                                             | *832 [8,3]...                                          | *∞32 [∞,3]                                             |
| ------------------------------------------------------ | ------------------------------------------------------ | ------------------------------------------------------ | ------------------------------------------------------ | ------------------------------------------------------ | ------------------------------------------------------ | ------------------------------------------------------ | ------------------------------------------------------ | ------------------------------------------------------ |
| slika                                                  |                                                        |                                                        |                                                        |                                                        |                                                        |                                                        |                                                        |                                                        |
| konfig.                                                | 3.4.2.4                                                | 3.4.3.4                                                | 3.4.4.4                                                | 3.4.5.4                                                | 3.4.6.4                                                | 3.4.7.4                                                | 3.4.8.4                                                | 3.4.∞.4                                                |

### Johnsonova telesa
Obstaja 13 sorodnih Johnsonovih teles, 5 z zmanjšanjem in 8, ki vključujejo giracije:
| J5 | 76 | 80 | 81 | 83 |

| 72 | 73 | 74 | 75 |
| 77 | 78 | 79 | 82 |

### Razvrstitev oglišč
Rombiikozidodekaeder ima skupno razvrstitev oglišč s tremi nekonveksnimi uniformnimi poliedri: malim zvezdnim prisekanim dodekaedrom, malim dodeciikozidodekaedrom (skupne so trikotniške in petkotniške stranske ploskve) in malim rombidodekaedrom (skupne so kvadratne stranske ploskve).
Ima tudi skupno razvrstitev oglišč z uniformnimi sestavi šestih ali dvanajstih pentagramskih prizem.
| rombiikozidodekaeder              | mali dodeciikozidodekaeder         | mali rombidodekaeder                   |
| mali zvezdni prisekani dodekaeder | sestav šestih pentagramskih prizem | sestav dvanajstih pentagramskih prizem |